# Microspore
Une microspore est une cellule haploïde issue de la méiose qui donne un gamétophyte mâle.
Chez les végétaux, quatre microspores haploïdes (n) sont issues de la méiose d'une cellule mère diploïde (2n), le microsporocyte. Cette division cellulaire a lieu dans le sporophyte. Ensuite, chaque microspore se développe pour donner naissance à un gamétophyte mâle, qui se différencie en grain de pollen chez les Gymnospermes et le Ginkgo biloba.
Dans le cas des Angiospermes, les microspores restent regroupées en tétrades sous forme de tétraspores pendant l'élaboration du grain de pollen. Dans un premier temps, une membrane cutinisée, l'exine, est synthétisée. Ensuite, une seconde membrane, plus fine et cellulosique, l'intine, se forme sous l'exine. Pendant ce temps, la paroi de la cellule mère dégénère, libérant les spores d'une même tétrade. Deux modes d'arrangement des microspores dans une tétrade sont rencontrés chez les Angiospermes, en fonction de l'orientation des divisions cellulaires au cours de la méiose. Soit les 4 microspores sont dans un même plan (majoritairement chez les Monocotylédones) soit elles forment un tétraèdre (majoritairement chez les Dicotylédones). Chez les Trachéophytes une exception à la règle existe dans l'hétérosporie : les Sélaginellacées. Elles produisent les androspores.

Formation des microspores dans les gymnospermes.